# Бунт невісток
«Бунт невісток» (узб. «Kelinlar qo'zg'oloni»/«Келінлар қўзғолоні») — радянський художній фільм режисера Меліса Абзалова за однойменною п'єсою Саїда Ахмада. Фільм створений на кіностудії «Узбекфільм» у 1985 році. Вважається одним з найкращих узбецьких фільмів.

## Синопсис
Цим фільмом Меліс Абзалов ніби продовжує тему перевиховання «начальника», «бабусі-генерала» (так називалася його попередня картина) колективом-сім'єю. Як і в попередній стрічці, герої цього фільму — члени великої родини, править якої стара Фарман-бібі. Чесна і мудра, любляча мати, справедлива свекруха, яка, на перший погляд, може здатися розважливою і деспотичною господинею сім'ї, що час від часу стримує сімох невісток своїх синів, а також двадцять онуків від усіляких дурниць. Такою вона і була для Нігори, дружини молодшого сина, доти, доки невістка не збунтувалася проти сімейного деспотизму Фарман-бібі і не привернула на свою сторону інших невісток. Однак бунт закінчився, що називається, внічию: героїні, нарешті, побачили одна в одній чудові риси характеру, і вирішили жити, як і раніше, — в миру і достатку.

## У ролях
- Турсуной Джафарова — Фарман-бібі
- Ділором Еґамбердиєва — Нігора
- Дільбар Ікрамова — наречена-«підлиза»
- Клара Джалілова — дружина майора міліції
- Наїля Ташкенбаєва — дружина Урінбая
- Луїза Касимова — Муххаййо, дружина Мамура
- Ріхсі Ібрахімова — Бустан
- Гульчехра Сагдуллаєва — епізод
- Набі Рахімов — епізод
- Діяс Рахматов — Урінбай
- Обіджан Юнусов — майор міліції
- Рашид Маліков — чоловік Нігори
- Джамшид Закіров — епізод
- Соат Шаріпов — Мамур Бабаєв
- Теша Мумінов — епізод
- Гойїб Іскандаров — чоловік Бустани
- Мухаммаджан Рахімов — Аббас, онук
- Наїма Пулатова — епізод
- Шеркузі Газієв — друг Мамура
- Ельйор Насиров — епізод
- Хусан Шаріпов — Шаріпов, посадовець

## Знімальна група
- Режисер — Меліс Абзалов
- Сценарист — Едуард Акопов
- Оператор — Нажміддін Гулямов
- Композитор — Мірхаліл Махмудов
- Художник — Емонуель Калонтаров